# Trois Hommes à abattre
Pour plus de détails, voir Fiche technique et Distribution.
Trois Hommes à abattre est un film français réalisé par Jacques Deray et sorti en 1980. C'est une adaptation très libre du roman Le Petit Bleu de la côte ouest de Jean-Patrick Manchette.

## Synopsis
Une nuit, sur une route de campagne, Michel Gerfaut (Alain Delon), joueur de poker professionnel, découvre un blessé à bord d'une voiture encastrée dans des arbres. Il l'installe dans sa voiture, le dépose à l'hôpital, où il s'impatiente et part sans faire de déclaration.
Gerfaut passe un week-end à Trouville-sur-Mer avec sa maîtresse Béa (Dalila Di Lazzaro). Il y subit une série d'incidents qui le convainquent que quelqu'un en veut à sa vie, sans qu'il comprenne pourquoi. Il apprend par la presse que trois cadres supérieurs du groupe Emmerich, puissante société d'armement, ont été assassinés. Sur une des photos, il reconnaît le visage de l'homme qu'il a déposé à l'hôpital.
Gerfaut rentre à Paris et se précipite chez son ami Liéthard (Christian Barbier), inspecteur aux Renseignements généraux. Celui-ci ne cache pas son inquiétude et lui dit qu'il a mis les pieds où il ne fallait pas. Les deux hommes se rendent au domicile de Gerfaut. Liéthard y est abattu sous ses yeux. Gerfaut prend en chasse les tueurs. Au terme d'une course-poursuite, il les affronte et tue l'un d'entre eux. Blessé, il parvient à rejoindre l'appartement de Béa.
Hospitalisé pour ses blessures, Gerfaut apprend que la police le soupçonne du meurtre de son ami Liéthard. Les tueurs ne lui laissent aucun répit. Il s'échappe de l'hôpital en éliminant l'un d'entre eux et envoie Béa se mettre à l'abri à la campagne.
Pendant qu'il enquête sur les raisons de ce qui lui arrive, Gerfaut est contacté par Emmerich (Pierre Dux) et va le rencontrer. Celui-ci est convaincu que Gerfaut est un professionnel redoutable, et a décidé de l'acheter. Gerfaut continue à clamer qu'il ne connaît rien aux affaires dont il est question. Au cours de l'entretien, Emmerich décède d'une crise cardiaque. Son adjoint, Leprince (Michel Auclair), prend immédiatement sa succession et propose à Gerfaut de travailler pour lui. Devant son refus, il le laisse partir, en lui laissant comprendre qu'il n'a pas le choix, et que sinon ce sera « n'importe qui, n'importe où, tôt ou tard ». Croyant l'affaire close, Gerfault récupère Béa et repart avec elle à Paris. Alors qu'il se promène avec Béa, il est assassiné en pleine rue par deux tueurs.

## Fiche technique
- Titre : Trois Hommes à abattre
- Réalisation : Jacques Deray
  - Second assistant réalisateur : Patrick Meunier
  - Réalisateur seconde équipe : Bernard Stora
- Scénario : Jacques Deray, Alain Delon et Christopher Frank, d'après Le Petit Bleu de la côte ouest de Jean-Patrick Manchette
- Musique : Claude Bolling
- Direction artistique : Jacques Brizzio
- Décors : Jacques Brizzio
- Costumes : Marie-Françoise Perochon
- Casting : Anita Benoist
- Photographie : Jean Tournier
- Son : Jean Labussière
- Montage : Isabel Garcia de Herreras
- Cascades : Rémy Julienne
- Photographe de plateau : Victor Rodrigue
- Production : Alain Delon 
  - Production déléguée : Alain Terzian
  - Directeur de production : Antoine Arcos et Henri Jaquillard
- Sociétés de production : Adel Productions et Antenne 2
- Société(s) de distribution : UGC Distribution (France)
- Pays d’origine :  France
- Langue originale : français
- Format : couleur — 35 mm — 1,66:1 — son monophonique
- Genre : policier, thriller
- Durée : 97 minutes
- Date de sortie : 
  - France : 31 octobre 1980
- Classification CNC (France)[1]: tous publics[a] (visa d'exploitation no 52587 délivré le 7 novembre 1989)

## Distribution
- Alain Delon : Michel Gerfaut
- Dalila Di Lazzaro : Béa
- Pierre Dux : Jean-Charles Emmerich
- Michel Auclair : Leprince
- Jean-Pierre Darras : l'inspecteur Chocard
- André Falcon : Jacques Mouzon
- François Perrot : Étienne Germer
- Pierre Belot : Jean Borel
- Pascale Roberts : Madame Borel
- Christian Barbier : Liéthard, l'inspecteur des RG, ami de Michel
- Bernard Le Coq : Jean-Marc Gassowitz, neveu de Mouzon
- Féodor Atkine : Leblanc
- Yvan Tanguy : Hervé
- Peter Bonke : Bastien
- Daniel Breton : Carlo
- Simone Renant : Madame Gerfaut, la mère de Michel
- Gilette Barbier : la concierge de Michel
- Lyne Chardonnet : l'infirmière au dossier
- Francis Lemaire : Perrotta, un joueur de poker
- Claudine Raffali : la caissière du café de Trouville

## Production
En 1980, Alain Delon entame cette décennie après avoir multiplié des projets cinématographiques variés, alternant projets commerciaux ou risqués, durant les années 1970 avec pas moins de vingt-huit films entre 1970 et 1979, dont plus de la moitié ont été produits par lui-même et dont certains n'ont pas connu le succès public escompté. Après le succès de Mort d'un pourri (1977), il connaît un sérieux revers commercial avec Attention, les enfants regardent (1978) et son dernier film en date, le drame d'anticipation Le Toubib (1979), connaît un score correct au box-office, mais assez juste au regard de son budget. Il décide de s'inspirer de la méthode de son ami Jean-Paul Belmondo qui est de tourner un film par an suivi d'une campagne marketing imposante organisée au millimètre, ce qui entraîne un gros succès. Pour cela, il achète les droits du roman Le Petit Bleu de la côte ouest de Jean-Patrick Manchette, qui narre l'histoire d'un antihéros, cadre commercial et paisible père de famille, qui se retrouve mêlé accidentellement à une sombre histoire de meurtre.
Delon fait appel aux services du réalisateur Jacques Deray, qui a collaboré à de nombreuses reprises avec lui. Le duo écrit également le scénario en compagnie de Christopher Frank, autre collaborateur de l'acteur-producteur. Dans le script, le personnage principal devient un joueur de poker solitaire, sans attaches sociales ou humaines hormis une relation sentimentale. Dans une interview à la presse, Delon dira : « Les gens ne me veulent pas autrement qu'ils m'imaginent, mon nouveau film est un retour à ce personnage, un héros un peu solitaire, en marge de tout, des hommes et de la société, une sorte de loup plongé dans une jungle hostile ».

### Tournage
Le tournage du film s'est déroulé du 15 juin au 15 août 1980, essentiellement dans la région Île-de-France. Les scènes de la course-poursuite en voiture ont été tournés dans le 16e et le 18e arrondissement de Paris. D'autres scènes du film ont été tournées à Trouville-sur-Mer, dans le Calvados.
Le film a été tourné :
- à Paris 3e, 4e, 8e, 15e, 16e, 17e, 18e
- dans les Yvelines (Versailles, Villette)
- dans les Hauts-de-Seine (Garches, Neuilly-sur-Seine, Puteaux, Nanterre, Marnes-la-Coquette, Studios de Boulogne-Billancourt)
- dans le Calvados (Trouville-sur-Mer)
- dans le Val-d'Oise (Saint-Ouen-l'Aumône)

## Accueil

### Accueil critique
Trois Hommes à abattre sort fin octobre 1980 dans les salles françaises. Dans sa critique pour Le Monde, Jean de Baroncelli note que « la présence d'Alain Delon, l'expérience de Jacques Deray, un scénario minutieusement programmé pour nous tenir en haleine : Trois Hommes à abattre - appartient à un genre bien précis, moins exploité aujourd'hui qu'il ne le fut naguère, le thriller à la française ».

### Box-office
Il prend directement la première place du box-office avec 527 903 entrées la semaine de sa sortie, dont 199 852 entrées sur Paris. La semaine suivante, le film reste en tête et perd peu d'entrées avec 478 985 entrées, portant le cumul à 1 006 888 entrées. En troisième semaine, le film est toujours en tête du box-office, avec 241 640 entrées, pour un total de 1 248 528 entrées. Il rétrograde en seconde place, qu'il occupe pendant deux semaines, tout en ayant totalisé 1 583 669 entrées depuis sa sortie. Au 31 décembre 1980, le film a cumulé 1 898 616 entrées. Le film passe le cap des deux millions d'entrées la semaine du 14 janvier 1981. Il quitte le top 30 la semaine du 21 janvier 1981, où il occupait la 25e place et en ayant totalisé 2 035 502 entrées depuis sa sortie.
En fin d'exploitation, le long-métrage finit avec 2 194 795 entrées, dont 706 336 entrées sur Paris, un seuil qu'Alain Delon n'avait plus atteint depuis Deux Hommes dans la ville en 1973, malgré les bons scores de Flic Story (1975) et Mort d'un pourri (1977), qui ont frôlé les 2 millions d'entrées.
Avec plus de 2 millions de spectateurs, Trois Hommes à abattre est l'un des succès personnels d'Alain Delon avec Borsalino et Le Cercle rouge .
- Union soviétique : 25 200 000 entrées[18].
- France : 2 194 795 entrées[18].
- Espagne : 147 916 entrées[18].
- Monde (incomplet) : 27 542 711 millions d'entrées.

## Autour du film
- Jacques Deray et Alain Delon se retrouveront en 1993 et 1994 pour Un crime et L'Ours en peluche.
- Acteur et producteur du film, Alain Delon a personnellement tenu à s’entourer de Jean-Pierre Darras, Pierre Dux, Michel Auclair et l’actrice et ex-mannequin italienne Dalila Di Lazzaro.
- Au Japon, où Alain Delon bénéficie d'une énorme popularité, les distributeurs, mécontents du dénouement, ont coupé la scène finale, afin de terminer le film avec une fin heureuse[19].
- C'est le dernier film de Lyne Chardonnet. Elle a fait une courte apparition dans le rôle d'une infirmière alors qu'elle était soignée à l'hôpital pour la maladie dont elle meurt quelques semaines plus tard.
- C'est aussi le dernier film de Simone Renant, légende du cinéma des années trente et quarante.